# Trainingscomplex Noord-Nederland
Trainingscomplex Noord-Nederland (afgekort: TCN) was het oefencomplex waar het eerste elftal van FC Groningen trainde tot mei 2015. Het complex bestond uit 1 heel voetbalveld, 1 half voetbalveld en een ruimte met opslag- en kleedruimtes. TCN was gelegen nabij de Euroborg en naast de Mediacentrale. Sinds 2015 maakt het elftal van FC Groningen gebruik van een nieuw trainingscomplex op Sportpark Corpus den Hoorn.

## Geschiedenis
Toen bekend werd dat FC Groningen het Oosterparkstadion zou gaan verlaten moest er een nieuwe trainingslocatie worden gezocht. Omdat er eerst nabij de Euroborg geen ruimte zou zijn, werd er gezocht naar een locatie elders. Er werd een locatie gevonden langs de A7 ter hoogte van Zuidbroek.
Ondanks de gevonden locatie bij Zuidbroek bleef FC Groningen toch liever trainen in Groningen, in verband met tijdsdruk en voortschrijdend inzicht. Daardoor werd onderzocht of een trainingslocatie nabij de Euroborg alsnog haalbaar zou zijn. Uiteindelijk bleek dat er anderhalf voetbalveld kon worden aangelegd achter de Euroborg, nabij de Mediacentrale. Hierop reageerde de Gemeente Groningen positief en daardoor kon het trainingscomplex worden aangelegd.
Op 8 november 2006 werd het complex officieel in gebruik genomen. Een historisch tintje aan het trainingscomplex is de stadionboog uit het jaar 1964, met de zeventien letters - stadion Oosterpark. 
Op 17 juni 2015 werd het complex afgebroken. Opvolger is het TopsportZorgCentrum.